# Zielenowo (przystanek kolejowy)
Zielenowo (ros. Зеленово) – przystanek kolejowy w pobliżu osiedli dacz, w rejonie riazańskim, w obwodzie riazańskim, w Rosji. Położony jest na linii Moskwa – Riazań – Samara. Najbliższą miejscowością jest Aleksandrowo.